# Sony Alpha 500

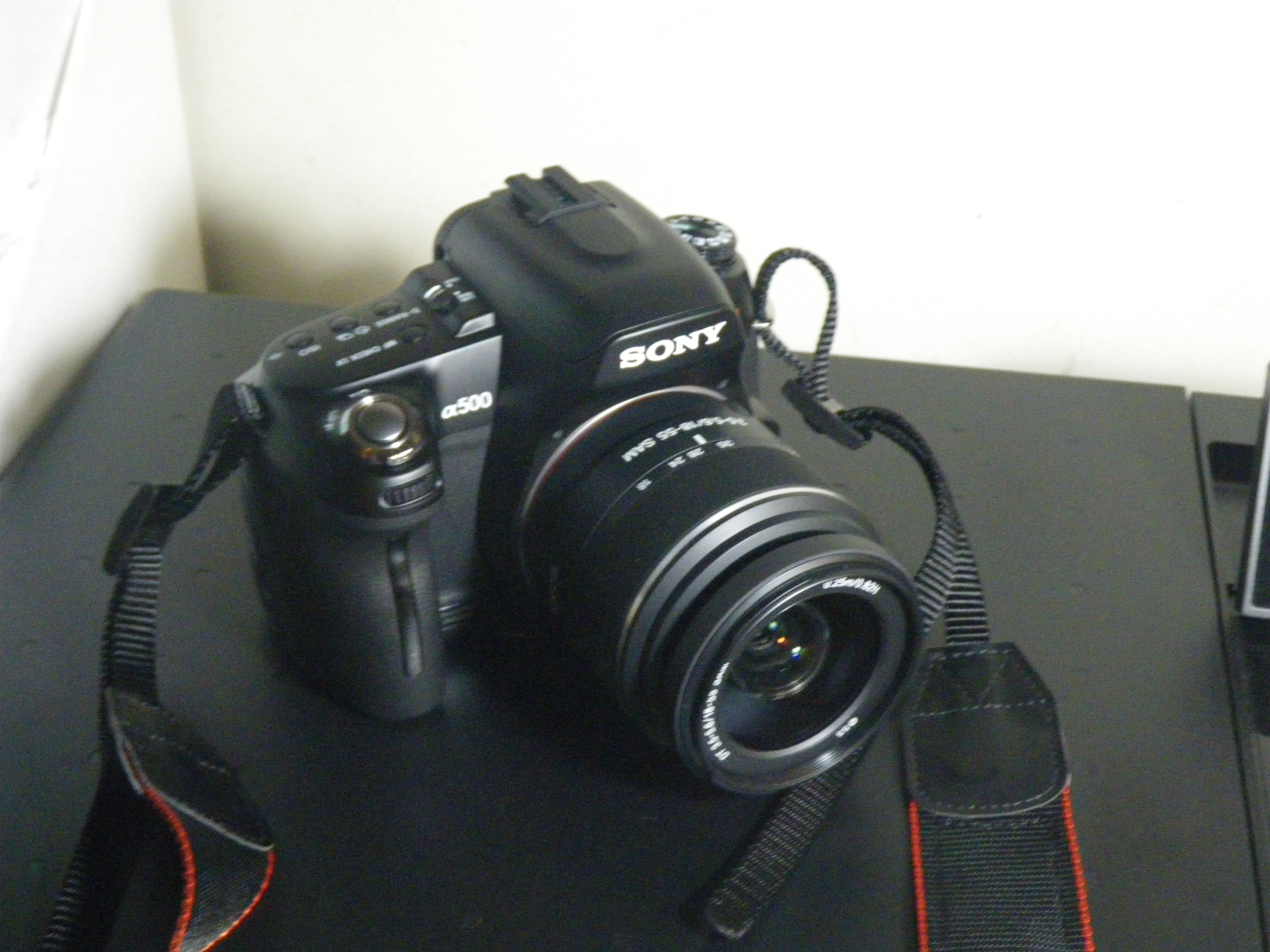
Sony α500

Die α500 (DSLR-A500) und die α550 (DSLR-A550) sind digitale Spiegelreflexkameras von Sony aus der α-Reihe. Sie kamen im Oktober 2009 in den DACH-Ländern auf den Markt.

## Kamera
Die α500 verfügt über einen CMOS-Bildsensor im APS-C-Format (23,5 × 15,6 mm) mit 12,3 Megapixeln, der CMOS-Bildsensor der α550 hat 14 Megapixel.
Der Griff-Sensor für die Eye-Start-Funktion wurde in der Version für den europäischen Markt wegen seines Nickelgehaltes nicht verbaut.
Das Speicherkartenfach im Handgriff lässt sich aufklappen und nimmt neben einer SDHC-Speicherkarte auch einen MemoryStick auf. Informationen und die aufgenommenen Bilder werden auf dem rückseitigen, neigbaren 3-Zoll-Display angezeigt.
Für die wichtigsten Einstellungen existieren separate Knöpfe, mit denen die Einstellung per Drehrad angepasst werden kann. Die Kamera verfügt sowohl über eine Live-View-Funktion als auch über eine bis zu 14× vergrößerte manuelle Fokusprüfung über den Aufnahmesensor.

### Technische Daten
- α500: 12,3-Megapixel-CMOS-Sensor, α550: 14-Megapixel-CMOS-Sensor
- 3-Zoll-Display, α500: 320 × 240 Pixel, α550: 640 × 480 Pixel
- 9-Punkt-8-Linien-Autofokus-System mit zentralem Fadenkreuzsensor
- Verschlusszeit 30 s bis 1/4000 s, bulb, Serienaufnahmen bis 5 Bilder/s ({\displaystyle \alpha }500) bzw. 7 Bilder/s (α550)
- Eye-Start
- Im Gehäuse integrierte Bildstabilisierung Super Steady Shot
- Eingebauter Dynamikbereichs-Optimierer (Dynamic Range Optimizer) und Auto-HDR
- ISO 200-12800
- Sensorreinigungsfunktion zum Entfernen von Verunreinigungen des Bildsensors